# Лупа

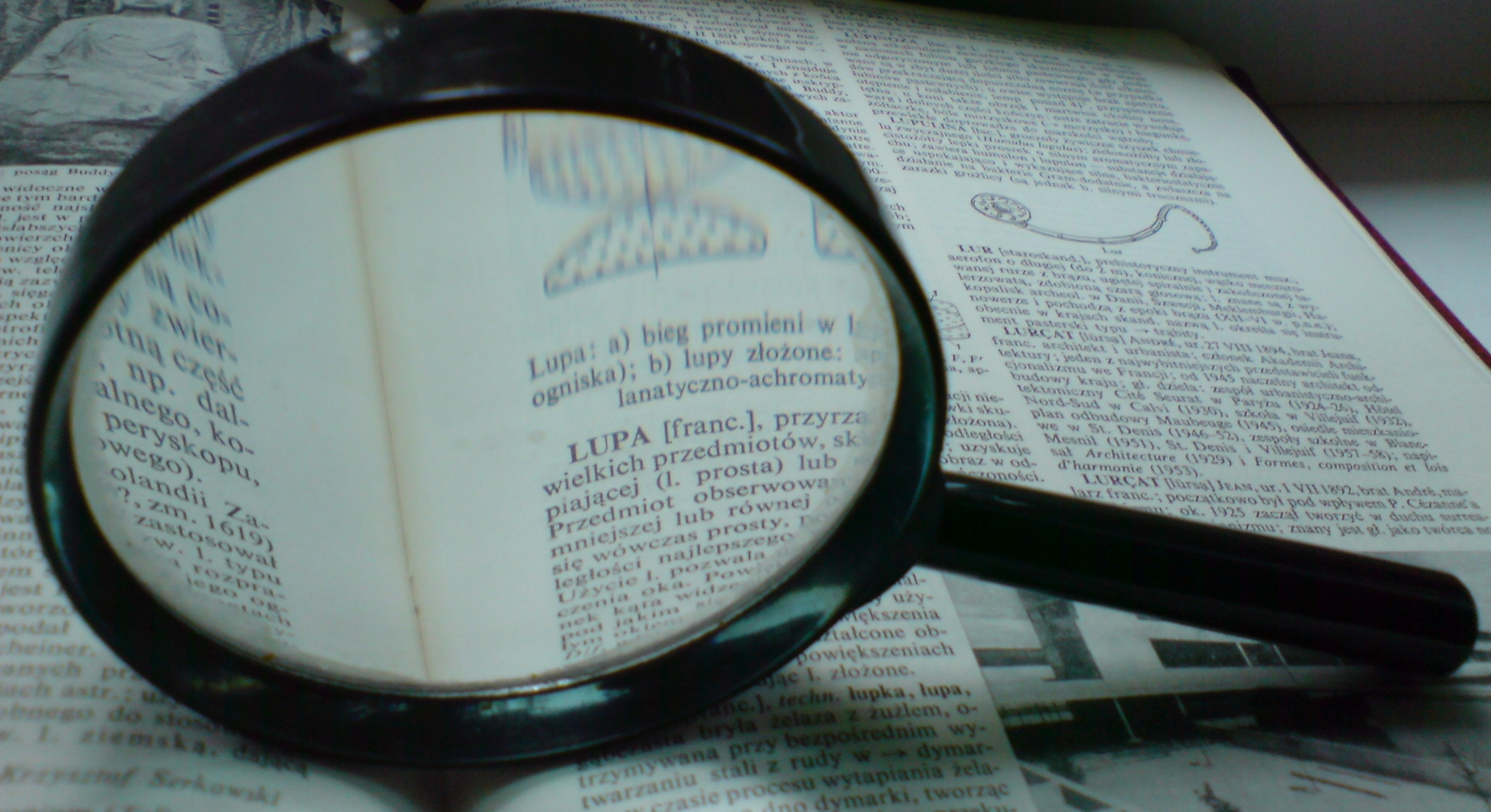
Обычная ручная лупа

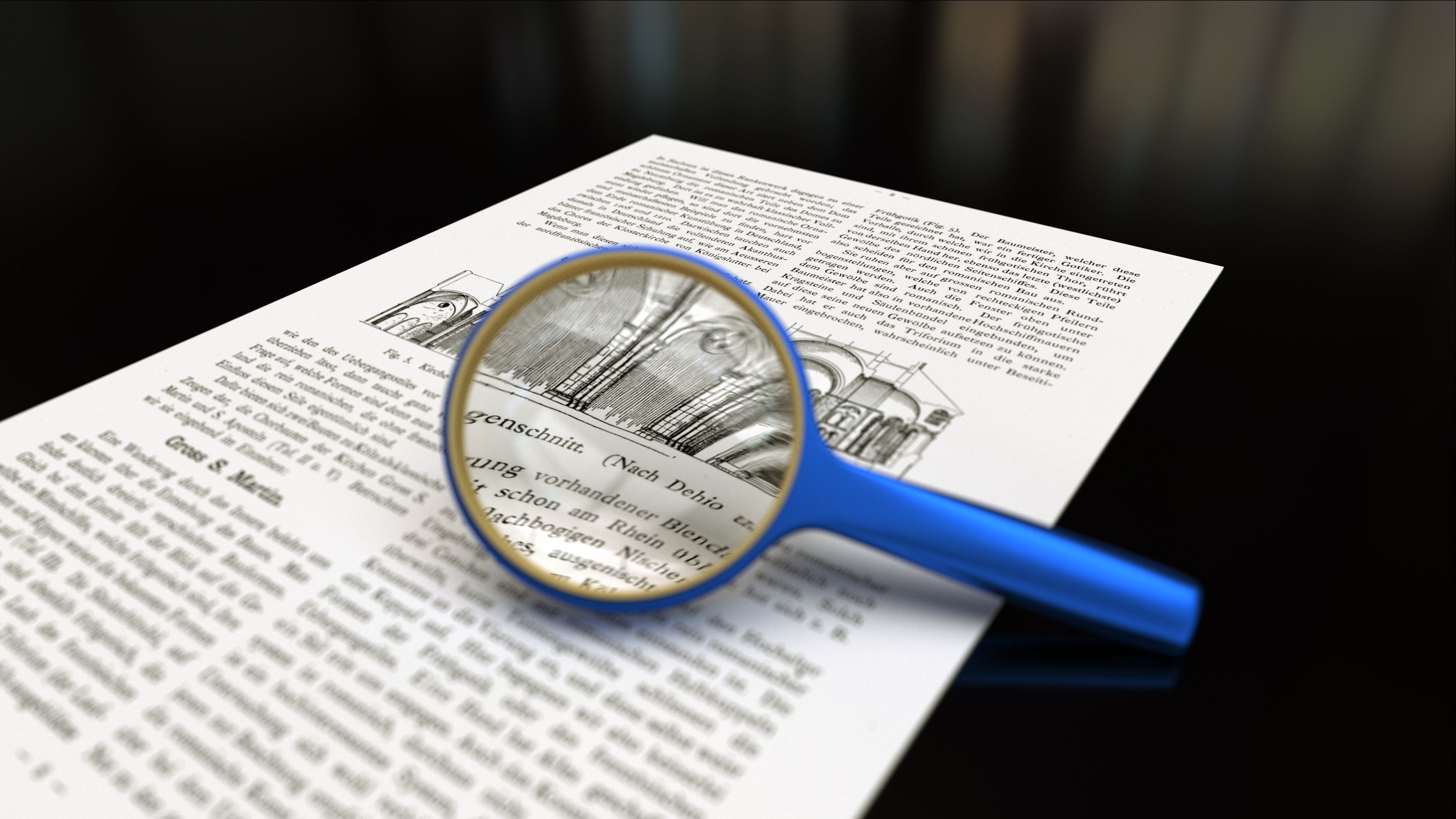
Изображение, видимое через линзу лупы

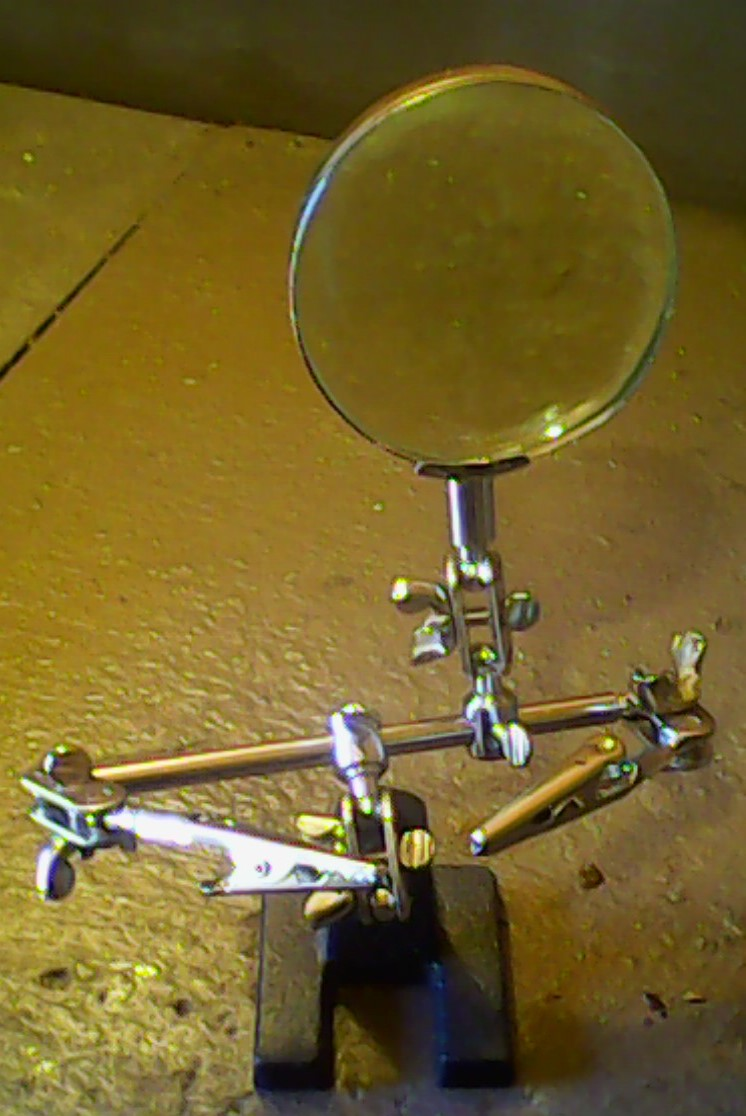
Паяльное приспособление «Третья рука» имеет лупу для увеличения и наблюдения места пайки

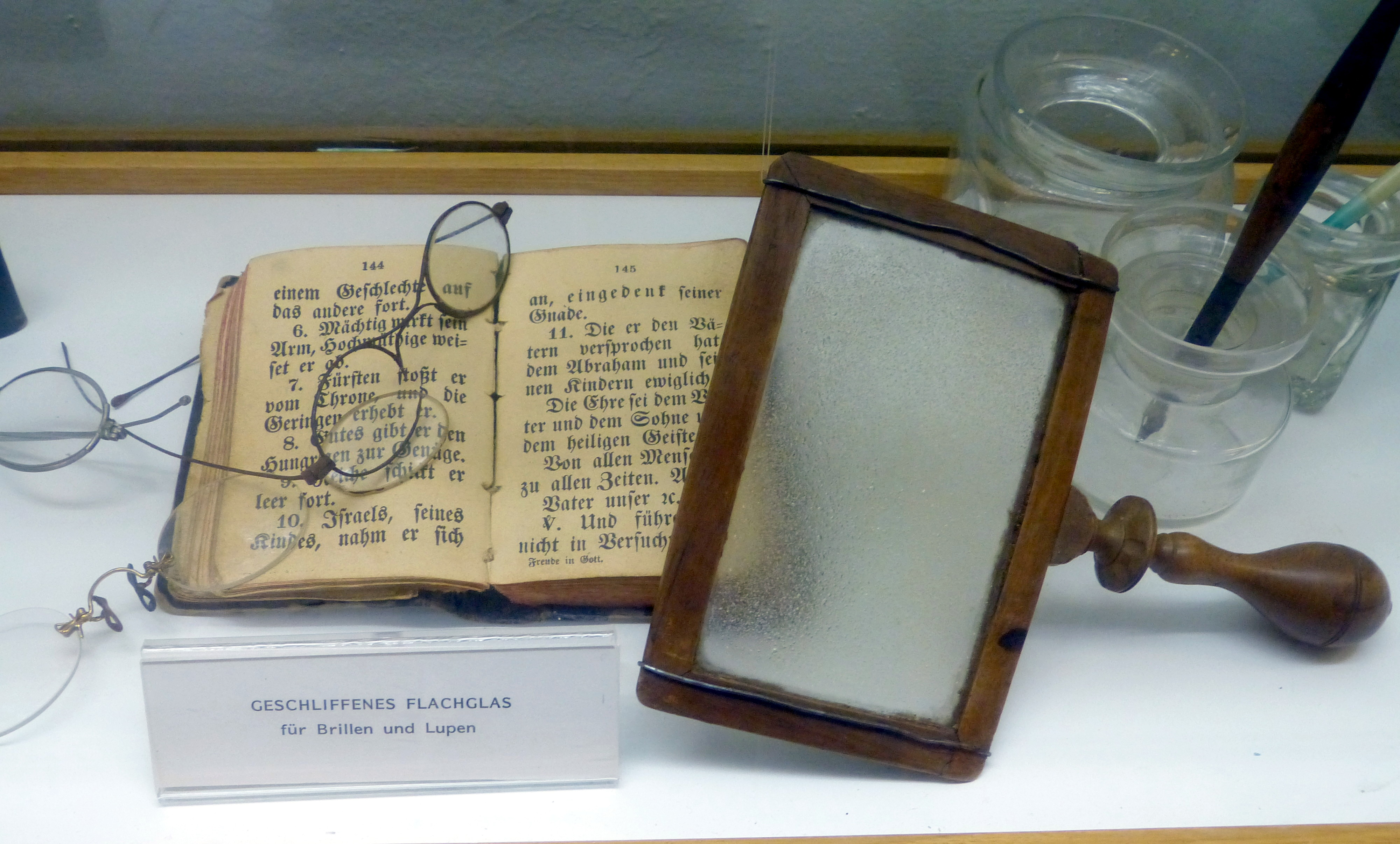
Старинное прямоугольное увеличительное стекло

Лу́па (увеличительное стекло) — оптическая система, состоящая из одной и более линз и предназначенная для увеличения и наблюдения мелких предметов, расположенных на конечном расстоянии. Используется во многих областях человеческой деятельности, в том числе в биологии и энтомологии, медицине, археологии, банковском и ювелирном деле, криминалистике, при ремонте часов, прочих маленьких механизмов и радиоэлектронной техники, а также в филателии, нумизматике и бонистике.

## Параметры
Основными параметрами лупы являются диаметр лупы и фокусное расстояние. Обычно применяются лупы с фокусным расстоянием ~2—20 см. Иногда вместо фокусного расстояния используется оптическая сила, выраженная в диоптриях.

## Способы использования

### Традиционный (прямой)

Прямой способ наблюдения в лупу на расстоянии

Наблюдаемый предмет помещают от лупы на расстоянии немного меньшем её фокусного расстояния. В этих условиях лупа даёт прямое увеличенное и мнимое изображение предмета. Лучи от изображения попадают в глаз под углом большим, чем лучи от самого предмета. Этим и объясняется увеличивающее действие лупы.

Прямой способ наблюдения в лупу вблизи

Для увеличения поля зрения рекомендуется держать глаз не на расстоянии, а непосредственно вблизи лупы (разумеется, не загораживая освещение). Вопреки распространённому мнению, коэффициент увеличения лупы при этом не меняется (и даже увеличивается за счёт более полного использования напряжения хрусталика) — психофизиологический эффект кажущегося бо́льшим увеличением при наблюдении с расстояния возникает из-за зрительного контраста между неувеличенными (наблюдаемого за границами лупы) и увеличенными лупой частями объекта.
Увеличение при традиционном способе использования лупы равно:
{\displaystyle \Gamma _{d}={{d} \over {F}}} (при рассматривании издалека)
{\displaystyle \Gamma _{d}={{F+d} \over {F}}={{d} \over {F}}+1} (при рассматривании вплотную к лупе)
где {\displaystyle F} — фокусное расстояние лупы, {\displaystyle d} — расстояние наилучшего зрения (для взрослого человека от 18 до 50 лет около 25 см).
При рассматривании издалека
Угол, под которым объект размером l виден с расстояния наилучшего зрения, равен:
{\displaystyle \alpha \approx \operatorname {tg} \,\alpha ={l \over d}}
Максимальное увеличение достигается тогда, когда мнимое изображение объекта уходит в бесконечность. При этом объект наблюдается под углом:
{\displaystyle \beta \approx \operatorname {tg} \,\beta ={l \over F}}
Отсюда коэффициент увеличения:
{\displaystyle \Gamma _{d}={\beta  \over \alpha }={{l/F} \over {l/d}}={d \over F}}
При рассматривании вплотную к лупе
При таком наблюдении оптические силы аккомодированного хрусталика и лупы складываются:
{\displaystyle D_{\Sigma }=D_{1}+D_{2}={1 \over d}+{1 \over F}}
Объект будет наблюдаться под углом:
{\displaystyle \beta \approx \operatorname {tg} \,\beta =D_{\Sigma }l=l({1 \over d}+{1 \over F})}
Отсюда коэффициент увеличения:
{\displaystyle \Gamma _{d}={\beta  \over \alpha }={l({{1/d}+{1/F}}) \over {l/d}}={{F+d} \over F}}

### Обратный

Обратный способ использования лупы

Большее увеличение (правда, за счёт существенного сокращения поля зрения) можно получить, рассматривая не мнимое, а действительное изображение, формируемое перед глазом на расстоянии наилучшего зрения лупой, удерживаемой в вытянутой руке. При этом изображение видно перевёрнутым, а ход лучей напоминает таковой в микроскопе с аккомодированным хрусталиком глаза в роли окуляра. Для такого способа использования лупа должна обладать хорошим оптическим качеством, иначе изображение будет иметь сильные искажения. Этим способом трудно пользоваться дальнозорким, а также страдающим пресбиопией, но хорошо подходит близоруким.
Увеличение при обратном способе использования лупы равно:
{\displaystyle \Gamma _{r}={{L-F-d} \over {F}}}
где {\displaystyle F} — фокусное расстояние лупы, {\displaystyle d} — расстояние наилучшего зрения, {\displaystyle L} — расстояние, на котором держат лупу.
Обратное использование лупы будет эффективно только при условии
{\displaystyle \Gamma _{r}>\Gamma _{d}\Rightarrow F<{L \over 2}-d}, что при L = 70 см и d = 25 см даёт F < 10 см.
Коэффициент увеличения
Угол, под которым объект размером l виден с расстояния наилучшего зрения, равен:
{\displaystyle \alpha \approx \operatorname {tg} \,\alpha ={l \over d}}
Действительное изображение находится на расстоянии {\displaystyle d} от глаза и, соответственно, на расстоянии {\displaystyle L-d} от лупы.
Для достижения такого расстояния сам объект следует поместить за линзой на расстоянии {\displaystyle x}, которое можно вычислить из формулы плоской линзы:
{\displaystyle {1 \over f_{1}}+{1 \over f_{2}}={1 \over F}}
{\displaystyle {1 \over x}+{1 \over {L-d}}={1 \over F}}
{\displaystyle {1 \over x}={1 \over F}-{1 \over {L-d}}}
{\displaystyle x={1 \over {1/F-1/(L-d)}}={{F(L-d)} \over {L-F-d}}}
Размер изображения пропорционален отношению расстояний от линзы до предмета и до изображения:
{\displaystyle {l' \over l}={f_{2} \over f_{1}}={L-d \over x}={L-d \over ({F(L-d) \over L-F-d})}={L-F-d \over F}}
{\displaystyle l'=l{L-F-d \over F}}
Отсюда легко вычислить угол, под которым наблюдается изображение предмета:
{\displaystyle \beta \approx \operatorname {tg} \,\beta ={l' \over d}={L-F-d \over F}{l \over d}}
Искомое увеличение:
{\displaystyle \Gamma _{r}={\beta  \over \alpha }={((L-F-d)/F)(l/d) \over {l/d}}={L-F-d \over F}}
Критерий эффективности
{\displaystyle \Gamma _{r}>\Gamma _{d}}
{\displaystyle {L-F-d \over F}>{F+d \over F}}
{\displaystyle L>2F+2d}
{\displaystyle F<{L \over 2}-d}

## Маркировка луп
Лупы маркируются по коэффициенту увеличения, считаемому по формуле прямого способа при рассматривании вплотную, так, маркировка, умноженная на фокусное расстояние, соответствует F = 25 см. Типичные параметры луп приведены в таблице:
| Маркировка | Фокусное расстояние, см | Оптическая сила, дптр | Коэфф. ув. при рассматривании издалека | Коэфф. ув. при рассматривании вблизи | Коэфф. ув. при обратном использовании | Коэфф. ув. при обратном использовании (d = 20 см) |
| ---------- | ----------------------- | --------------------- | -------------------------------------- | ------------------------------------ | ------------------------------------- | ------------------------------------------------- |
| 1х         | 25                      | 4                     | 1                                      | 2                                    | 0,8                                   | 1                                                 |
| 1.5х       | 16,67                   | 6                     | 1,5                                    | 2,5                                  | 1,7                                   | 2                                                 |
| 2х         | 12,5                    | 8                     | 2                                      | 3                                    | 2,6                                   | 3                                                 |
| 3х         | 8,33                    | 12                    | 3                                      | 4                                    | 4,4                                   | 5                                                 |
| 4х         | 6,25                    | 16                    | 4                                      | 5                                    | 6,2                                   | 7                                                 |
| 6х         | 4,17                    | 24                    | 6                                      | 7                                    | 9,8                                   | 11                                                |
| 6.5х       | 3,85                    | 26                    | 6,5                                    | 7,5                                  | 10,7                                  | 12                                                |
| 9х         | 2,78                    | 36                    | 9                                      | 10                                   | 15,2                                  | 17                                                |
| 11х        | 2,27                    | 44                    | 11                                     | 12                                   | 18,8                                  | 21                                                |

## Классификация
Существует Межгосударственный стандарт СССР «ГОСТ 25706-83. Лупы. Типы, основные параметры. Общие технические требования» (1983), который был принят в 1984 году и продолжает действовать на территории России. Согласно этому ГОСТу, различают в зависимости от значения основных параметров лупы:
- малого,
- среднего и
- большого увеличения;

в зависимости от назначения:
- просмотровую,
- измерительную,
- зерновую,
- часовую,
- текстильную,
- лупу для просмотра кадра и
- лупу сквозной наводки сопряженного визира киносъемочного аппарата.

Штативная лупа состоит из окуляра, предметного столика, винтов и зеркала.

## В филателии
Лупа широко применяется филателистами. Для разглядывания мелких деталей рисунка достаточно 3—4-кратной лупы. Для определения способов печати, форм растра необходима 10—12-кратная лупа (текстильная). В основном, филателисты предпочитают складные лупы. Некоторые пользуются бинокулярными хирургическими лупами, которые вмонтированы в закрепляемый на голове козырёк, что освобождает руки коллекционера.
|                                 |  |
| Филателистические лупа и пинцет |  |

## Использование не по прямому назначению
Лупа фокусирует световые лучи сильного источника (например, Солнца) на небольшой площади, что может быть использовано в экстремальной ситуации для:
- добычи огня (для этого нужно собрать свет в каустику на поверхности бумаги или трута);
- выжигания текстов или рисунков на древесине (также, происходит за счёт образования и перемещения каустики);
- прижигания ран;
- скрепления пластиковых поверхностей путём расплавления;
- использование в качестве концентратора для маленького двигателя Стирлинга со специально зачернённым цилиндром (в данном случае уже не требуется каустика (даже нежелательна, поскольку она может проплавить металл цилиндра), нужно собрать свет равномерно по площади торца цилиндра.